# Рейзен, Залман
Залман Рейзен (1887, Койданово — погиб в период между 1939 и 1941) — еврейский филолог, журналист, лингвист, историк литературы, редактор, биограф, автор учебников. Один из основателей института YIVO. Писал на идише.

## Биография
Родился в семье еврейского поэта Калмана Рейзена и Крейны Эпштейн. Учился в хедерах, затем в русском городском училище (Минск). Самым большим достижением Рейзена является «Лексикон фун дер идишер литератур, пресе ун филологие» («Лексикон еврейской литературы, журналистики и филологии»), который был опубликован в 4-х томах в период с 1926 по 1930 и сегодня служит важным источником в истории литературы на языке идиш.
В 1908 опубликовал «Идише граматик» («Грамматика языка идиш», Варшава), помогал брату А. Рейзену в подготовке учебника «Ди мутершпрах» («Родной язык», Варшава, 1908), в 1914 вышел составленный им «Лексикон фун дер идишер литератур ун пресе» («Словарь еврейской литературы и печати», Варшава, 1914) с биографиями писателей (до периода Хаскалы включительно), перечнем газет и журналов, выходивших в период с 1686 по 1913.
С 1915 большую часть своей жизни он провёл в Вильно. В 1918—1920 Был одним из ведущих сотрудников газеты «Лецте найес». В 1920—1939 был редактором газеты «Вилнер тог». Преподавал в Еврейском народном университете, на еврейских педагогических курсах. Был одним из основателей Еврейского этнографического общества и YIVO (1925), был сотрудником отдела филологии и литературы и соредактором «ИВО-блетер».,Был также редактором сборников «Филологише шрифтн» (вып. 1-3, Вильнюс, 1926-29), журнала «Идише филологие» (вып. 1-6, Варшава, 1924).
Рейзеном были переведены многие европейские произведения на идиш. Среди них «Робинзон Крузо» Д.Дефо, стихи Лермонтова, «Преступление и наказание» Ф. Достоевского, произведения М. Твена, Г. Мопассана.
После вступления в 1939 г. в Вильно Красной армии Рейзен был арестован, в конце того же года вывезен вглубь СССР, и дальнейшая судьба его не известна (по некоторым данным — убит по пути в лагерь, по другим — расстрелян в июне 1941 г.).